# 준 (항공사)
준(영어: Joon Airlines)은 프랑스 파리 샤를 드 골 국제공항에 기반을 둔 항공사로 에어 프랑스의 첫 자회사이자 저비용 항공사이다.

## 역사
준 항공의 Joon은 젊음을 뜻하는 프랑스어인 'Jeune'에서 따온 것으로 모기업인 에어 프랑스가 젊은이들을 주 고객으로 유치하기 위해 명명하였다. 준 항공은 유럽의 타 저비용 항공사가 운행하지 않는 일부 노선을 운항하여 노선 특수성을 확보하고 있으며 에어 프랑스로부터 에어버스 A340-300 항공기 같은 중장거리 항공기를 인수받아 장거리 노선에도 진출 계획에 있다. 2017년 12월 1일 첫 운항부터는 유럽을 포함한 중단거리 노선을 공략하고 있으며 2018년 여름부터는 아프리카, 미주 등 장거리 노선에 진출할 계획이다.
그러나, 효율성 부진으로 모기업인 에어 프랑스는 2019년 2월, 준 항공으로 이관한 기재와 노선들을 다시 재이양한다고 하였고 2019년 6월 29일까지 기재와 노선을 다시 인수하여 준 항공의 운항을 중단한다고 밝혔다.

## 운항 노선
- 2018년 1월 현재 준 항공은 다음과 같은 노선을 취항하고 있다.

## 보유 기종
- 2018년 1월 현재 준 항공은 다음과 같은 기종을 보유하고 있으며 평균 기령은 9.5년이다.[2]